# Марија Шкаричић
Марија Шкаричић (Сплит, 6. август 1977) хрватска је глумица. Добитница је награде Златна арена за најбољу главну женску улогу.

## Филмографија

### Филм
| Год.  | Назив                            | Улога                |
| ----- | -------------------------------- | -------------------- |
| 2000. | Ништа од сатараша                | конобарица           |
| 2000. | Благајница хоће ићи на море      | благајница           |
| 2000. | Пос’о је добар, а пара лака      |                      |
| 2001. | Ајмо жути                        | Крунина колегиница   |
| 2002. | Не дао Бог већег зла             | продавачица          |
| 2004. | Дружба Исусова                   | слушкиња             |
| 2004. | Сто минута Славе                 | чобаница             |
| 2004. | Та дивна сплитска ноћ            | Маја                 |
| 2004. | Опрости за кунг-фу               | породиља             |
| 2004. | Није бед                         |                      |
| 2005. | Што је мушкарац без бркова?      | Љубица               |
| 2005. | Мртви кутови                     | Леа                  |
| 2006. | Госпођица                        | Ана                  |
| 2006. | Највећа грешка Алберта Ајнштајна | Андреја              |
| 2007. | Право чудо                       | сестра               |
| 2007. | Крадљивац успомена               |                      |
| 2008. | Иза стакла                       | сестра Мајиног брата |
| 2009. | Загребачке приче                 | Марија               |
| 2009. | У земљи чудеса                   | стрина               |
| 2009. | Човјек испод стола               | Јасна                |
| 2010. | Мајка асфалта                    | Маре                 |
| 2010. | Шахада                           | Лејла                |
| 2011. | Бела Блондина                    | Тонка                |
| 2011. | Висока модна напетост            |                      |
| 2020. | Maре(2020)                       | Маре                 |
| 2022. | Гарбура                          | Марија               |
| 2024. | Мачји крик                       |                      |

### Телевизија
| Год.  | Назив                  | Улога    |
| ----- | ---------------------- | -------- |
| 2008. | Битанге и принцезе     | трудница |
| 2008. | Мамутица               | Сузана   |
| 2009. | Одмори се, заслужио си | Луција   |